# Ruby O. Fee
Ruby O. Fee, née le 7 février 1996 à San José, au Costa Rica, est une actrice allemande.

## Biographie
Ruby Moonstone Camilla Willow Fee, dite Ruby O. Fee, naît à San José au Costa Rica. Elle vit toute son enfance avec sa mère allemande et son beau-père français au Brésil. Elle déménage avec sa famille en 2008 à Berlin.
En 2010, Ruby O. Fee se fait connaître pour son rôle principal de Sophie Kellermann dans la série télévisée Allein gegen die Zeit. Elle est embauchée à nouveau pour la deuxième saison de la série,  tournée en 2010/2011. Dans son premier long métrage, Womb (2010), elle incarne l'adolescente Rebecca (jouée à l'âge adulte par Eva Green). Dans le long métrage Dandelion : The Cinematic Adventure, tourné à l'été 2010 et sorti en mai 2011, elle obtient un rôle principal dans le rôle de Laila.
À l'été 2012, a lieu le tournage d'une adaptation cinématographique (Die schwarzen Brüder) du livre pour enfants Les Frères noirs de Lisa Tetzner , avec Moritz Bleibtreu, dans lequel elle reprend le rôle d'Angeletta. Elle décroche ensuite le rôle dans le téléfilm Lotta and the Happy Future, dans lequel elle incarne une fille malade qui a un chagrin amoureux. Elle reçoit beaucoup d'éloges pour le portrait de la suspecte de meurtre Sarah dans l'épisode Happy Birthday, Sarah de Tatort. À l'été 2013, Ruby O. Fee apparait devant la caméra pour le film Bibi und Tina de Detlev Buck dans le rôle de Sophia von Gelenberg.
En 2015, elle joue l'un des rôles principaux dans le film d'Andreas Dresen Le Temps des rêves (Als wir träumten), d'après le roman du même nom de Clemens Meyer. En 2016, elle joue le rôle principal féminin dans le film historique en deux parties Le Secret de la sage-femme (D/CZ). Dans le thriller psychologique allemand Zazy, de Matthias X. Oberg, à partir de 2016, elle joue le rôle principal féminin. Dans le film d'action néo-noir américano-allemand Polar (2019), elle joue un rôle de soutien aux côtés de Mads Mikkelsen. Dans Lindenberg ! Mach dein Ding (2020), elle incarne Paula aus Sankt Pauli, immortalisée dans la chanson rrAlles klar auf der Andrea Doria, d'Udo Lindenberg.
En 2021, elle joue le rôle de Korina dans le film Army of Thieves, réalisé par Matthias Schweighöfer, également acteur dans son film.

## Vie privée
Depuis janvier 2019, elle est en couple avec l'acteur et musicien allemand Matthias Schweighöfer,.

## Filmographie

### Cinéma

#### Longs métrages
- 2010 : Womb de Benedek Fliegauf : Rebecca à 9 ans
- 2011 : Löwenzahn – Das Kinoabenteuer (de)de Peter Timm : Laila
- 2013 : Dead de Sven Halfar : Romy
- 2013 : Les Frères noirs (Die schwarzen Brüder) de Xavier Koller : Angeletta
- 2014 : Bibi et Tina, le film de Detlev Buck : Sophia de Gelenberg
- 2014 : Bibi et Tina : Complètement ensorcelée ! de Detlev Buck : Sophia de Gelenberg
- 2015 : Le Temps des rêves d'Andreas Dresen : Sternchen
- 2015 : La traque du fantôme de glace (Gespensterjäger – Auf eisiger Spur) de Tobi Baumann : Lola Tomsky
- 2016 : Seitenwechsel (de) de Vivian Naefe : Julia Paschke
- 2016 : Rockabilly Requiem (de) de Till Müller-Edenborn : Debbie
- 2016 : Zazy (de) de Matthias X. Oberg : Zazy
- 2016 : Verrückt nach Fixi (de) de Mike Marzuk : Jessy
- 2017 : The Invisbles (de) de Claus Räfle : Ruth Arndt
- 2018 : Fünf Freunde und das Tal der Dinosaurier (de) de Mike Marzuk (de) : Melanie
- 2018 : Deine Farbe de Maria Diane Ventura : Zoe
- 2019 : Polar de Jonas Åkerlund : Sindy
- 2021 : Army of Thieves de Matthias Schweighöfer : Korina Dominguez
- 2025 : Brick  de Philip Koch : Olivia

### Télévision

#### Séries télévisées
- 2010-2012 : Allein gegen die Zeit (de) : Sophie Kellermann (26 épisodes)
- 2013 : Die letzte Spur : Helen (1 épisode)
- 2013-2018 : Tatort : Lola Sassen / Laura Hartmann / Sarah Baumbach (3 épisode)
- 2017 : Shades of Guilt (mini série) : Chaira Ebert (1 épisode)
- 2018 : Rosamunde Pilcher : Amy Truman (1 épisode)
- 2018 : Le Renard : Valerie Spechter (1 épisode)

#### Téléfilms
- 2013 : Lotta & die frohe Zukunft (de) de Gero Weinreuter : Peggy
- 2014 : Kein Entkommen (de) de Andreas Senn : Chrissi
- 2016 : Prinz Himmelblau und Fee Lupine (de) de Markus Dietrich : Fée Lupine
- 2016 : La dernière tournée de Shakespeare (Shakespeares letzte Runde) de Achim Bornhak : Desdemona
- 2016 : Das Geheimnis der Hebamme (de) de Roland Suso Richter : Marthe
- 2016 : Tatort: Kartenhaus (de) de Sebastian Ko : Laura Hartmann
- 2017 : Die Ketzerbraut (de) de Hansjörg Thurn : Veva Leibert

## Distinctions
- Prix Jupiter 2014 : meilleure actrice de télévision allemande pour Tatort : Joyeux anniversaire, Sarah
- Golden Sparrow 2014 : meilleure actrice pour Die schwarzen Brüder
- Günter-Strack-Fernsehpreis 2014  pour Tatort : Joyeux anniversaire, Sarah
- Immenhof Film Awards 2016 : meilleure actrice